# Chyliza coxachaeta
Chyliza coxachaeta är en tvåvingeart som beskrevs av Shatalkin 1998. Chyliza coxachaeta ingår i släktet Chyliza och familjen rotflugor. Inga underarter finns listade i Catalogue of Life.